# La visita (película de 2014)
La visita  es una película chilena de 2014, ópera prima (largometraje) del director chileno Mauricio López Fernández. Fue presentada en el Festival de Valdivia en la competencia de cine chileno, para después en diciembre del mismo año estrenarse comercialmente en salas de cine de Chile.
Posteriormente ha sido exhibida en numerosos festivales nacionales e internacionales, incluyendo el OutFest, Guadalajara, Toulouse, y Marsella, donde ganó el Colibrí de Oro a la Mejor Película y Mejor Actriz para su protagonista Daniela Vega

## Argumento
En una vieja casona de las afueras de Santiago se prepara el velorio del marido de Coya, la empleada doméstica que ha servido por muchos años a la familia, y quien ya es considerada parte de ella. Para los efectos de la ceremonia se esperaba la llegada de Felipe, el hijo único de Coya, quien ahora ha regresado transformado en Elena, una mujer transexual. Esta visita cobrará más relevancia que el mismo velorio y trastornará por completo el conservadurismo de la familia, desencadenando conflictos y frustraciones que alcanzarán a Tete, la dueña de casa, quien además sufre por la infidelidad de su esposo. 

## Reparto
- Daniela Vega, como Elena.
- Claudia Cantero, como Tete.
- Rosa Ramírez, como Coya.
- Paulo Brunetti, como Enrique.
- Carmen Barros, como la abuela.